# Айзаной
39°12′ пн. ш. 29°37′ сх. д. / 39.200° пн. ш. 29.617° сх. д.
Айзаной (дав.-гр. Αἰζανοί, Езани лат. Aezani) — давньогрецький поліс на заході Анатолії. У 2012 році був переданий на внесення до Списку світової спадщини ЮНЕСКО.

## Історія
Поселення людей на цьому місці відоме з бронзової епохи, вважається, що засновано близько 3000 року до н. е. Перетворилося на місто десь з першої половини ІІІ тис. до н. е. За легендою, місто отримало свою назву від Азана (Езана), одного з трьох синів Аркаса та німфи Ерато. Протягом елліністичного періоду місто об'єктом протистояння між Пергамом і Віфінією. Зрештою дісталося першому, а 133 року до н. е. разом з Пергамським царством дісталося Римській республіці.
Місто було важливим політичним та економічним центром у римські часи. Тут карбували власні монети. Неподалік через річку Пенкалас було зведено римський міст. Айзаной є також першим зафіксованим місцем у світі, де розраховували інфляцію, звідки поширювали розрахунки на інші міста. 301 року було зведено Едикт Діоклетіана щодо обмеження інфляції.
За часів імператора Діоклетіана стало частиною римської провінції Фригія Пакатіана (Фригія Секунда). За часів імператора Костянтина I перетворилося на центр єпархії. Спочатку єпископство було суфраганом Лаодикії, але, коли Фригія Пакатіана була розділена на дві провінції, вона перетворилося на суфраган Ієраполіса, столиці нової провінції Фригія Пакатіана II. Його єпископ Пістик (Піст) був учасником Першого Нікейського собору в 325 році. Інший єпископ Пелагій був на синоді 518 року і на Другому Константинопольському соборі в 553 р. Григорій — на Труллановому соборі 692 року, Іоанн — на Другому Нікейському соборі 787 року, а Феофан — на Константинопольських соборах 869 і 879 років.
Після 7 століття Аезані занепав. Пізніше, за часів сельджуків, пагорб храму був перетворений гісар (фортецю) монголами Чавдара, на честь якого названо поселення Чавдаргісар.

## Розташування
Розташовано неподалік від теперішнього Чавдархісарі, неподалік від Кютаг'ї, його руїни розташовані на березі річки Пенкалас, десь 1 км над рівнем моря.

## Опис
В елліністичну епоху було важливим торгівельним центром в Малій Азії. За часів римського імператора Клавдія було зведено Храм Артеміди. Неподалік скрізь тунель був вхід до печери, де розташовувалося святилище Метер Стевнене (Матері-богині Фригії). У III ст. н. е. його було зруйновано для прокладання Колоннадної вулиці завдовжки 450 м. Її було завершено близько 400 року.
За часів римського імператора Доміціана починається спорудження Храму Зевса. В подальшому відомо про допомогу імператора Адріана та евергетизму (меценатську допомогу) Марка Апулея Еврикла. Цей храм зберігся якнайкраще серед інших споруд. Пізніше татари-чавдар вирізали на храмі кінні та бойові сцени. Храм псевдодиптеральний, з вісьма колонами на кінцях і п'ятнадцятьма по боках (35 м × 53 м). Він був пошкоджений землетрусом 1970 року в Гедизі, з тих пір його відновили.
На півдні за часів династії Антонінів, у другій половині II ст. н. е., було зведено величний ринок (мацеллум).
Після 160 року почалося спорудження комплексу театру і стадіону, що зведені поруч один з одним і поєднані (разом становили 33,5 тис. місць), є унікальним у античному світі. Остаточно завершено будівництво до середини III ст. Неподалік в той же час було зведено перші терми. Століттям пізніше було побудовано другі терми, у північній частині міста. Згодом вони після перебудови стали місцем перебування місцевого єпископа.

## Дослідження
Руїни міста були виявлені європейськими мандрівниками в 1824 році. Після обстежувальних робіт у 1830-х і 1840-х роках були проведені систематичні розкопки, проведені Німецьким археологічним інститутом з 1926 року. Відновлено дослідження у 1970 році.
У січні 2021 року археологи на чолі з доктором Еліфом Озер з Університету Памуккале повідомили, що виявили схованку, яка містила 651 римську монету, датовану приблизно 2100 років тому, у глечику, закопаному біля потоку. Дослідники вперше виявили глечик у 2019 році. 439 монет були денаріями, а 212 — кістофори з Пергаму.